# Кечкемет (футбольний клуб)
«Кечкемет» (угор. Kecskeméti TE) — угорський футбольний клуб із однойменного міста, заснований 1911 року. Виступає у найвищому дивізіоні Угорщини.

## Досягнення
Кубок Угорщини
- Володар кубка (1): 2010–2011